# Cobitis sakahoko
Cobitis sakahoko är en fisk i familjen nissögefiskar som förekommer endemisk i Japan.
Artepitetet i det vetenskapliga namnet syftar på en hillebard som förekommer i japanska legender. Denna hillebard med namnet Ama-no-sakahoko ska ha kastats mot en av topparna av bergsmassivet Kirishima. Källorna till de floder där Cobitis sakahoko lever ligger vid bergsmassivet. Dessutom har fisken en benig utväxt vid bröstfenan som har en fyrkantig form och som liknar en hillebard.
Det största honorna är 8,9 centimeter långa och hanar blir upp till 7,3 centimeter långa. Fiskens ryggfena har 10 mjuka fenstrålar och analfenan har 8 eller 9 mjuka fenstrålar.
Arten hittas endast i avrinningsområdet av floden Ōyodogawa på ön Kyushu. Uppskattningsvis är utbredningsområdet 38 km² stort. Fisken vistas vid flodernas mellersta lopp där vattnet är klart. Arten föredrar sandig grund.
Beståndet hotas av flodernas kanalisering och av vattenföroreningar (främst från grisavel). Flera överfallsvärn i vattendragen minskar fiskens rörlighet. Aska från den aktiva vulkanen Shinmoedake (en annan topp av bergsmassivet Kirishima) minskar likaså vattnets kvalitet. IUCN listar arten som starkt hotad (EN).